# Chiesa di Santa Caterina d'Alessandria (Pisa)
La chiesa di Santa Caterina d'Alessandria è un luogo di culto cattolico del centro storico di Pisa, in piazza Santa Caterina.

## Storia
Nel 1220, venne formalmente fondato dal domenicano Uguccione Sardo uno stabilimento ospedaliero con annessa chiesa all'interno delle mura della città di Pisa. Tuttavia, sia l'ospedale, sia la chiesa, erano già stati citati in un documento del 1211.
A partire dal 1251, furono intrapresi degli importanti lavori che portarono alla ricostruzione integrale di tutto il complesso, con una chiesa ed un convento più grandi. La costruzione si protrasse fino al 1326, anno in cui venne terminata la facciata della chiesa. In tale chiesa vi era stata costruita anche la cappella degli Orlandi, nobile e potente famiglia pisana che andò distrutta a seguito di un furioso incendio divampato nel 1651. Dopo tale avvenimento, il complesso fu sottoposto ad un importante lavoro di restauro, nell'ambito del quale, tra le altre cose, vennero realizzati gli altari laterali della chiesa. Altri interventi di restauro furono realizzati nel secolo successivo.
In seguito alla soppressione degli ordini religiosi voluta dal Granduca di Toscana Pietro Leopoldo (1748), il convento fu chiuso e la chiesa divenne sede di una parrocchia.
A partire dal 1923 e fino al secondo dopoguerra, la chiesa è stata interessata da una serie di restauri (tra cui il restauro del campanile) che hanno avuto come scopo quello di riportarla ad uno stile vicino al gotico originario e anche la riparazione dei danni inflitti durante la seconda guerra mondiale.

## Descrizione

### Esterno

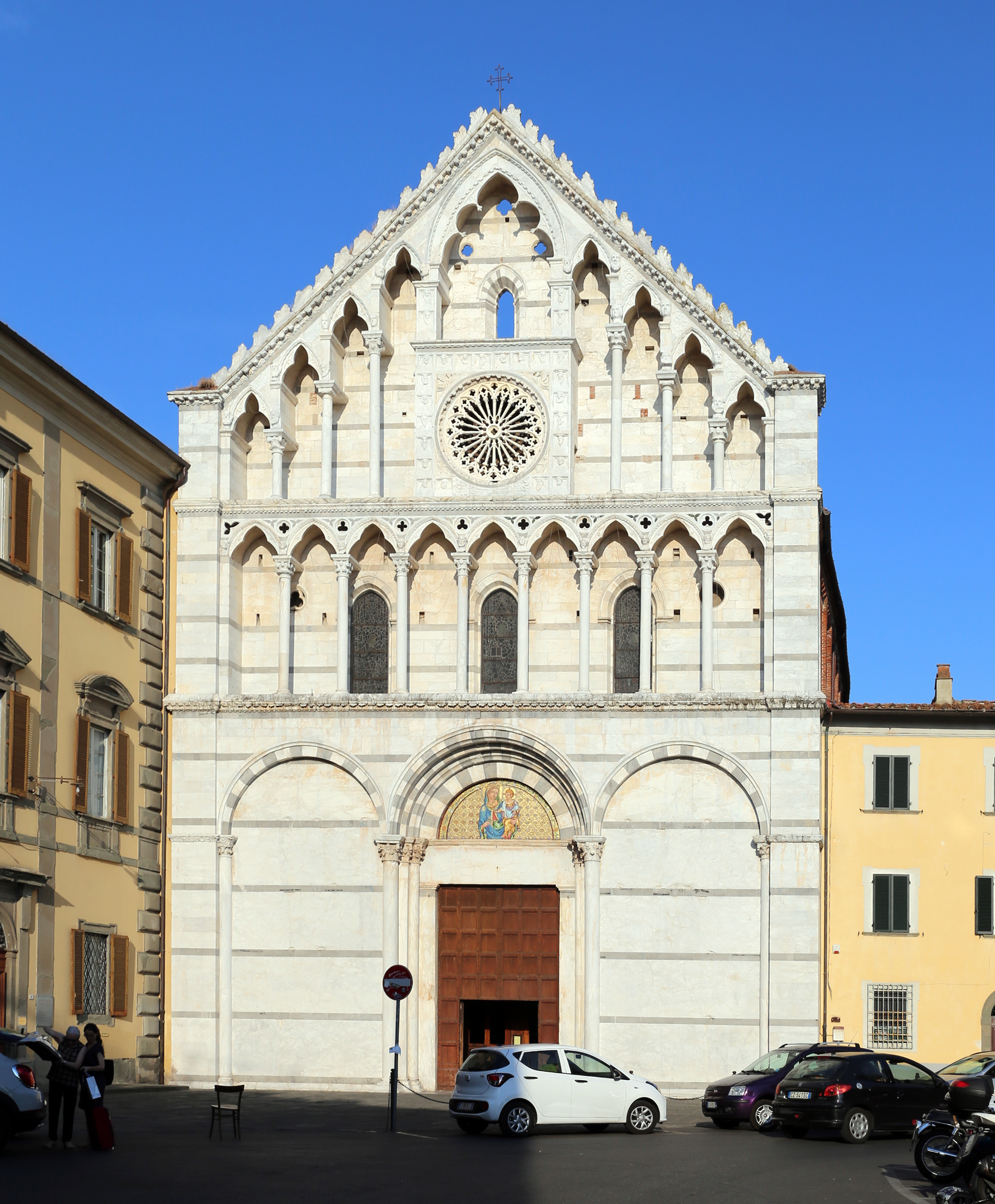
La facciata

La facciata della chiesa è a capanna; costruita nel primo ventennio del XIV secolo al tempo del Priore Giacomo Donati. Fu terminata, completa di rivestimento marmoreo, entro il 1326, anno della morte del priore, e comunque era in costruzione almeno nel 1321, quando si ha notizia di un lascito testamentario a vantaggio della sua edificazione. La facciata venne modificata tra il 1921 e il 1927. La fascia inferiore, tendente al romanico, è decorata da tre arcate cieche a tutto sesto sorrette da esili colonnine con capitelli scolpiti. All'interno dell'arcata centrale è racchiuso il portale, leggermente strombato, con lunetta musiva raffigurante la Madonna col Bambino. La parte superiore della facciata è costituita da un doppio loggiato gotico di ispirazione romanico-pisana. Il loggiato inferiore presenta nove archetti poggianti su colonnine; quello superiore, invece, presenta ai lati due serie di quattro archetti ciascuna e al centro il rosone, con raggiera novecentesca, inserito all'interno di una cornice con 22 busti di santi. La facciata è coronata da una semplice croce in ferro battuto.
Sulla sinistra della chiesa, all'altezza dell'abside, si trova il campanile, attribuito a Giovanni di Simone e costituito da quattro ordini, dei quali quello inferiore senza aperture, il secondo dal basso con una monofora su ciascun lato, il terzo con una bifora su ciascun lato e il quarto con una trifora su ciascun lato. Il campanile termina con una cuspide piramidale.
Sulla sinistra della chiesa si trova l'edificio del convento domenicano, ricostruito dopo l'incendio del 1651 sulle fondamenta del precedente convento medioevale. L'edificio si sviluppa attorno ad un cortile centrale, che ricalca lo spazio originariamente occupato dal chiostro, e presenta un corpo di fabbrica alla sinistra della facciata della chiesa, la canonica. Alle spalle di quest'ultima, si sviluppa un ampio giardino.

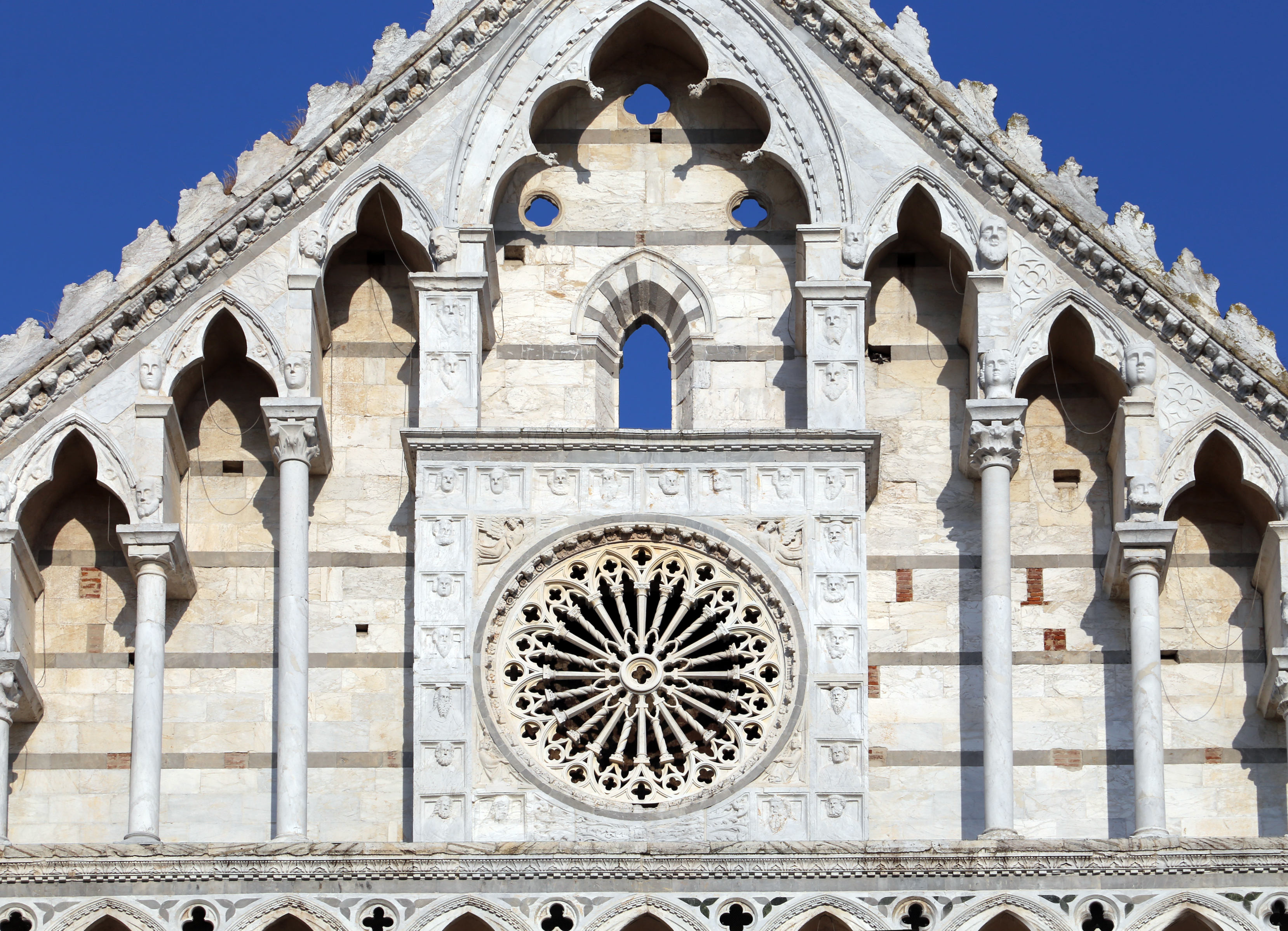
Il doppio loggiato della facciata
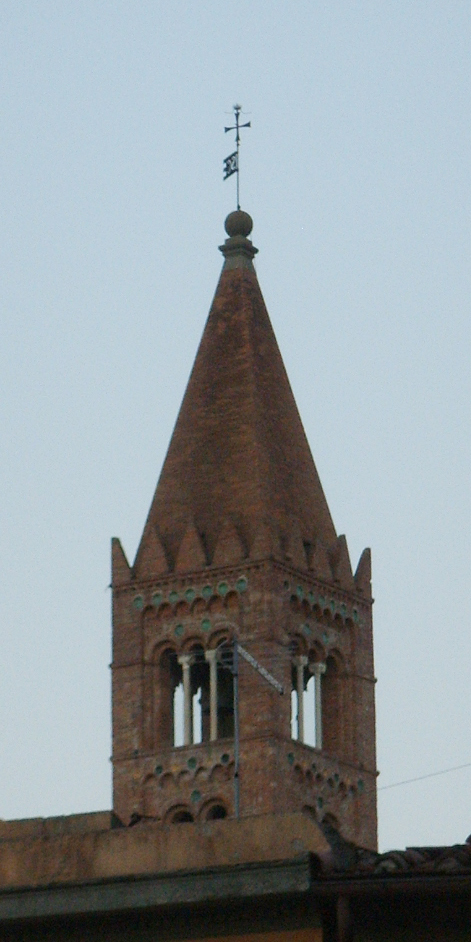
Il quarto ordine e la cuspide del campanile
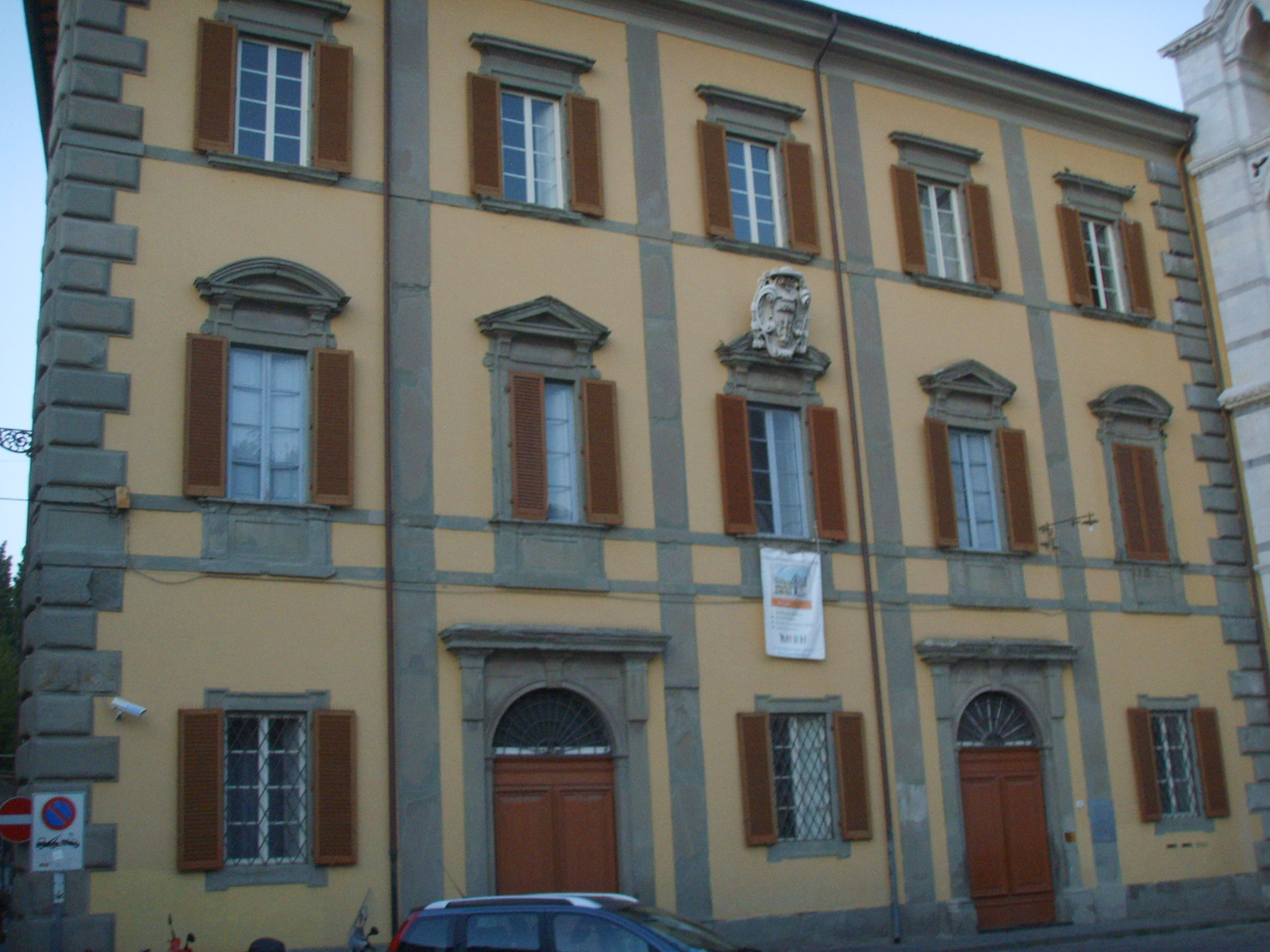
La facciata della canonica

### Interno

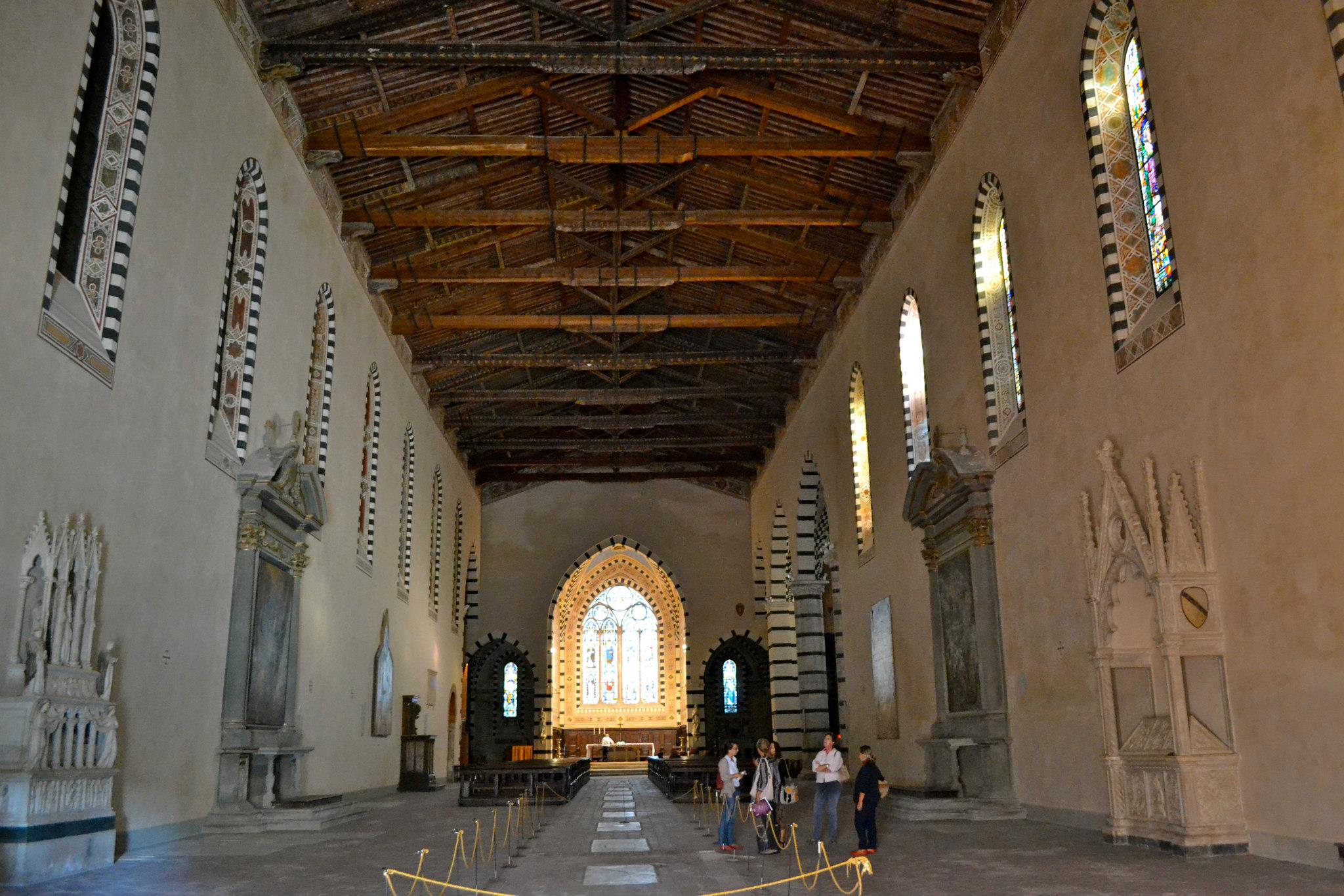
Interno

L'interno della chiesa è a croce latina, con navata unica coperta con capriate lignee a vista, transetto e cinque cappelle terminali di cui la centrale più grande. Mentre nella controfacciata si aprono tre piccole monofore, sulle pareti laterali si aprono delle grandi monofore ogivali, sei sulla parete destra e nove sulla parete di sinistra; di queste ultime, solo quattro non sono murate.
Lungo la navata, si trovano quattro altari laterali secenteschi in pietra serena, con una statua processionale in legno dipinto raffigurante la Madonna col Bambino (primo altare di destra), Santa Caterina da Siena che riceve le stimmate (primo altare di sinistra), opera di Raffaello Vanni realizzata nel XVII secolo, la Predicazione di San Vincenzo Ferreri (secondo altare di sinistra), dipinta da Pietro Dandini nel XVII secolo, e San Raimondo che resuscita un morto (secondo altare di destra), tela di Cesare Varchesi dipinta nel XVII secolo.
Nella navata sono inoltre presenti il Monumento funebre dell'arcivescovo Simone Saltarelli (1343-1347), di Andrea Pisano con la collaborazione del figlio Nino Pisano, situato sulla parete sinistra, e il Monumento funebre di Gherardo di Bartolomeo di Simone Compagno (1419 circa), di autore ignoto, sulla parete di destra. Più avanti sono presenti, rispettivamente a sinistra e a destra, la Gloria di san Tommaso recentemente attribuita a Lippo Memmi dopo essere stata a lungo assegnata a Francesco Traini (1340 circa) e il martirio di Santa Caterina d'Alessandria di Aurelio Lomi (1653).

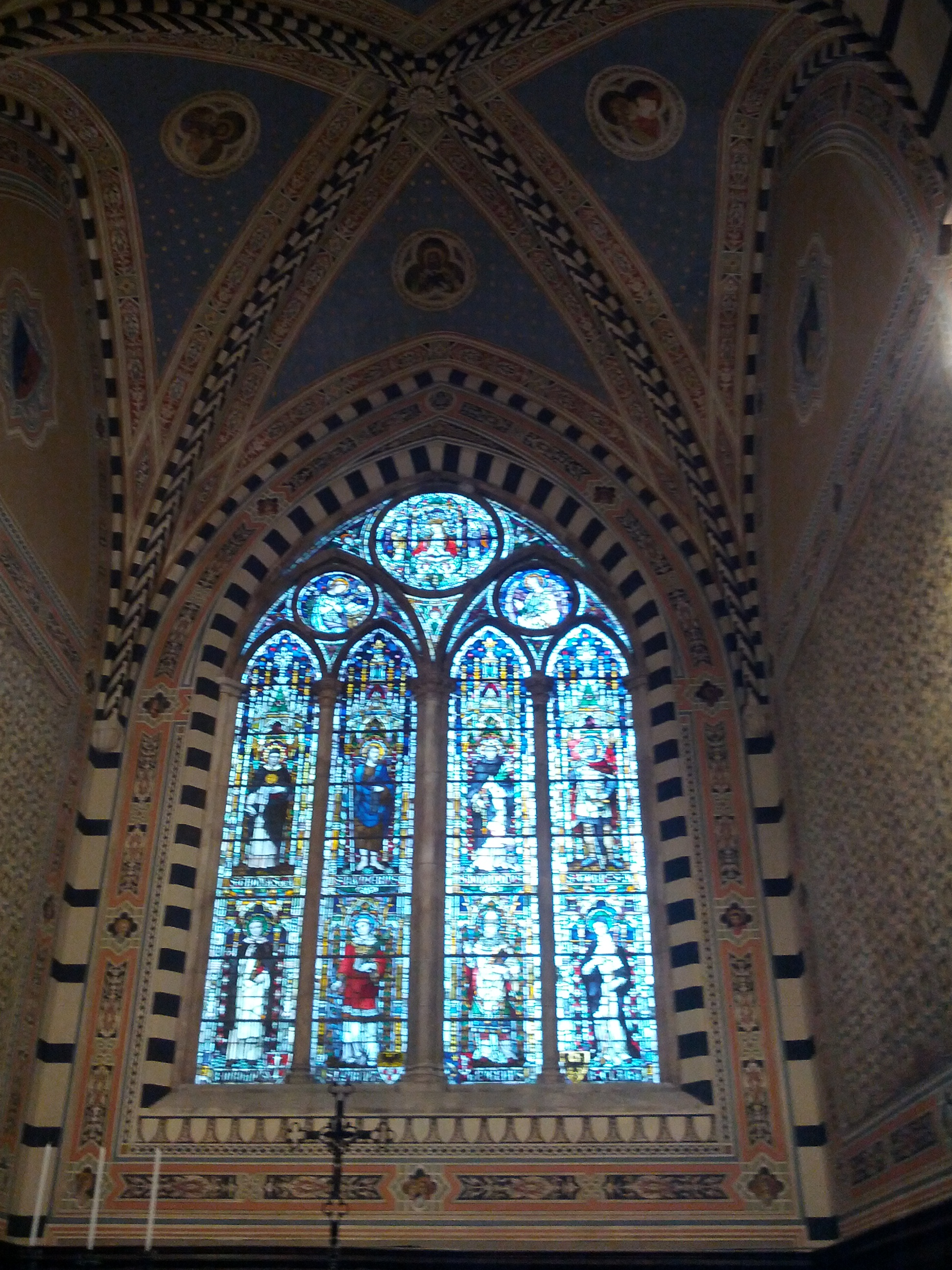
La quadrifora dell'abside

Prima del transetto, sulla parete destra della navata, si apre una cappella laterale di due campate con volta a botte che costituisce l'unico pezzo realizzato di un ampliamento della chiesa a tre navate previsto per la prima metà del XIV secolo e mai portato a compimento. Annesso alla navatella, nella cappella dei Caduti, si trova il Monumento sepolcrale della famiglia Pallavicini (1307), originariamente all'esterno della chiesa.
Nella parete di fondo, si aprono cinque cappelle, delle quali le due esterne danno direttamente sul transetto. Nella prima cappella di destra vi è l'altare del Santissimo Sacramento. Nella seconda si trova un dossale marmoreo di Matteo Civitali con la Madonna tra i santi Girolamo e Domenico (XV secolo). La cappella maggiore costituisce l'abside della chiesa ed ospita l'altare maggiore, composto da una mensa sorretta da colonnine al di sotto del quale è conservato il sepolcro del Beato fra' Giordano di Rivalto (XIV secolo); originariamente, sull'altare si trovava il Polittico di Santa Caterina d'Alessandria di Simone Martini, trasferito al Museo nazionale di San Matteo. Nella parete terminale dell'abside, si apre una grande quadrifora con immagini di santi. Nella prima cappella di sinistra, vi è un Crocifisso del XIV secolo; il coevo Sarcofago di Falcone da Calcinaia è situato nella seconda cappella di sinistra ed è sormontato dalla pala con San Domenico, copia di un originale di Francesco Traini esposta al Museo nazionale di San Matteo.
Alla base dei piedritti dell'arco trionfale troviamo il gruppo scultoreo dell'Annunciazione (1368) di Nino Pisano, costituito dalle statue della Madonna e dell'Arcangelo Gabriele, rispettivamente alla sinistra e alla destra dell'arco.

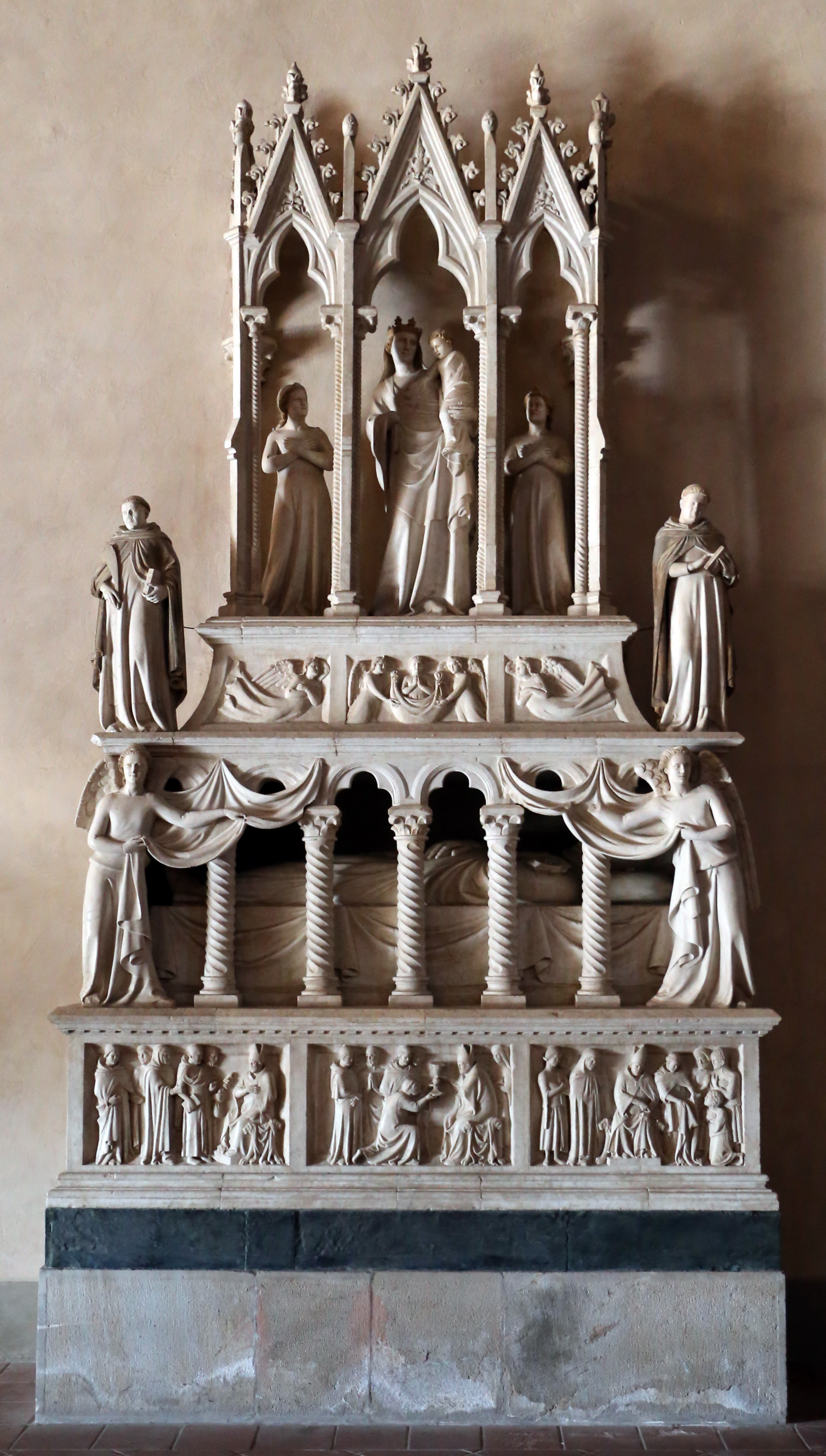
Andrea Pisano e Nino Pisano, Monumento funebre dell'arcivescovo Simone Saltarelli (1343-1347)
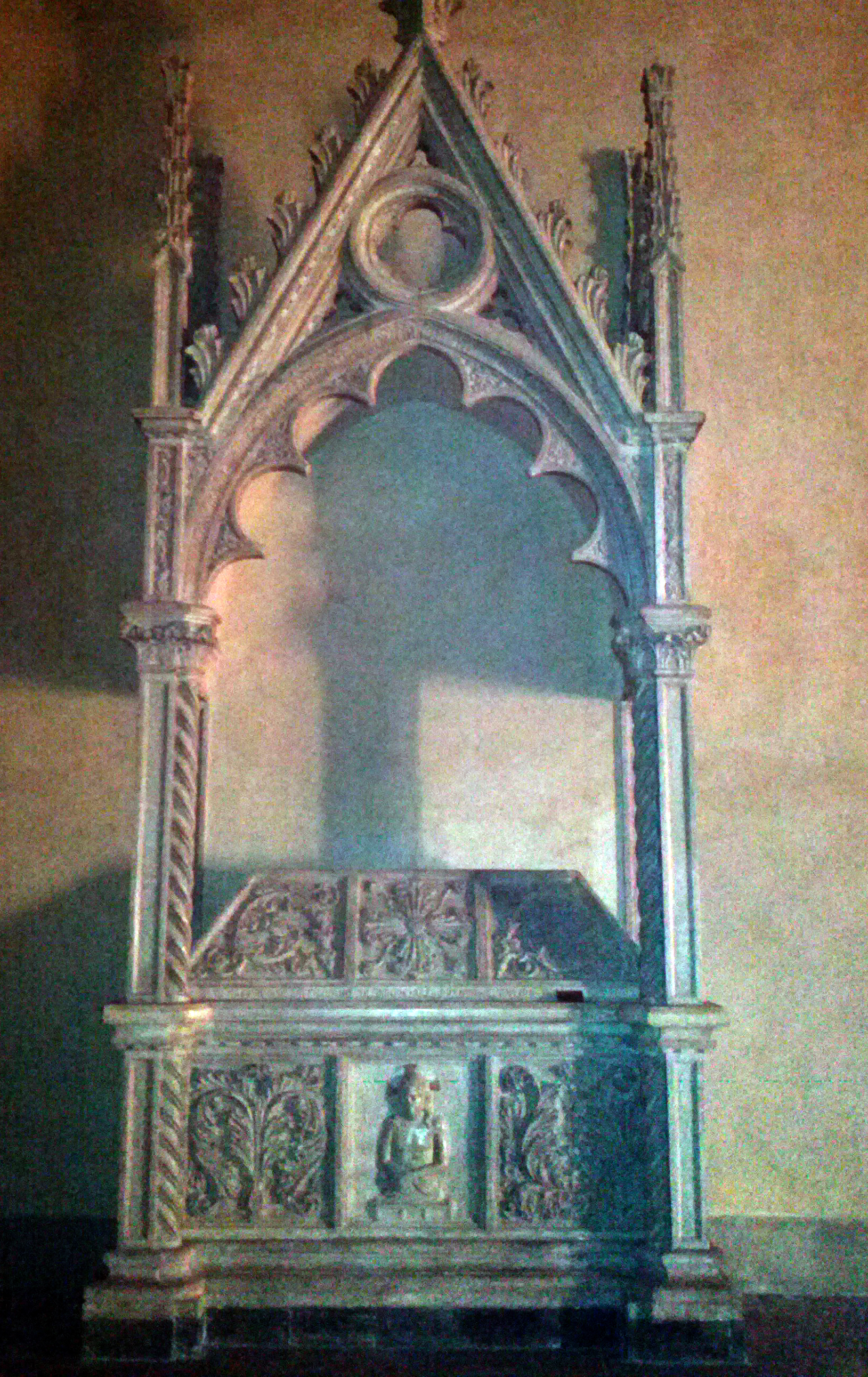
autore ignoto, Monumento funebre di Gherardo di Bartolomeo di Simone Compagno (1419 circa)
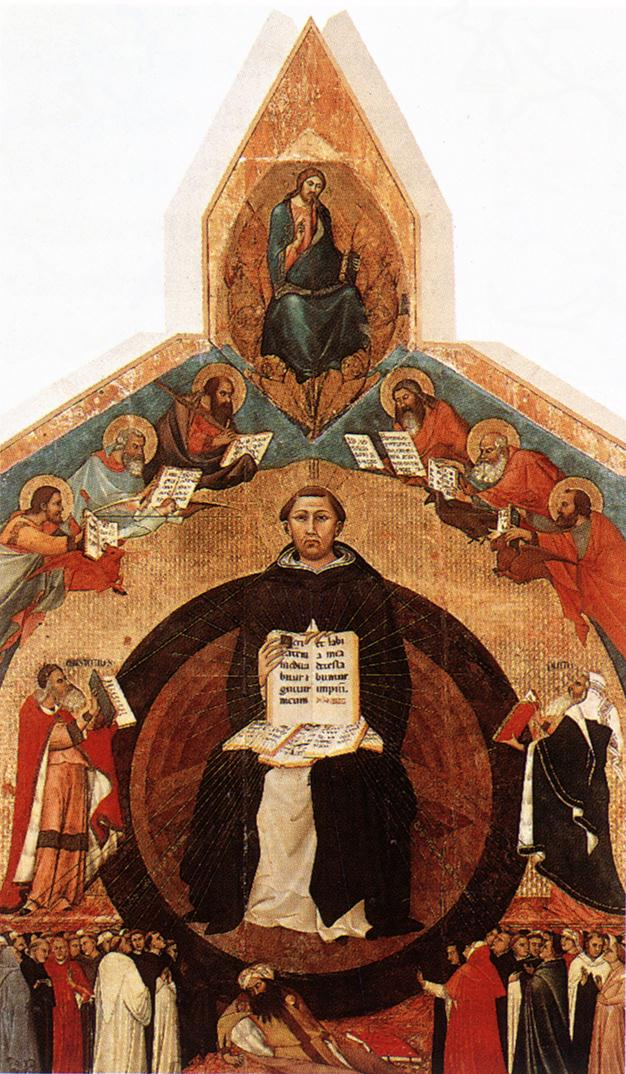
Lippo Memmi, Trionfo di san Tommaso d'Aquino (1340 circa)
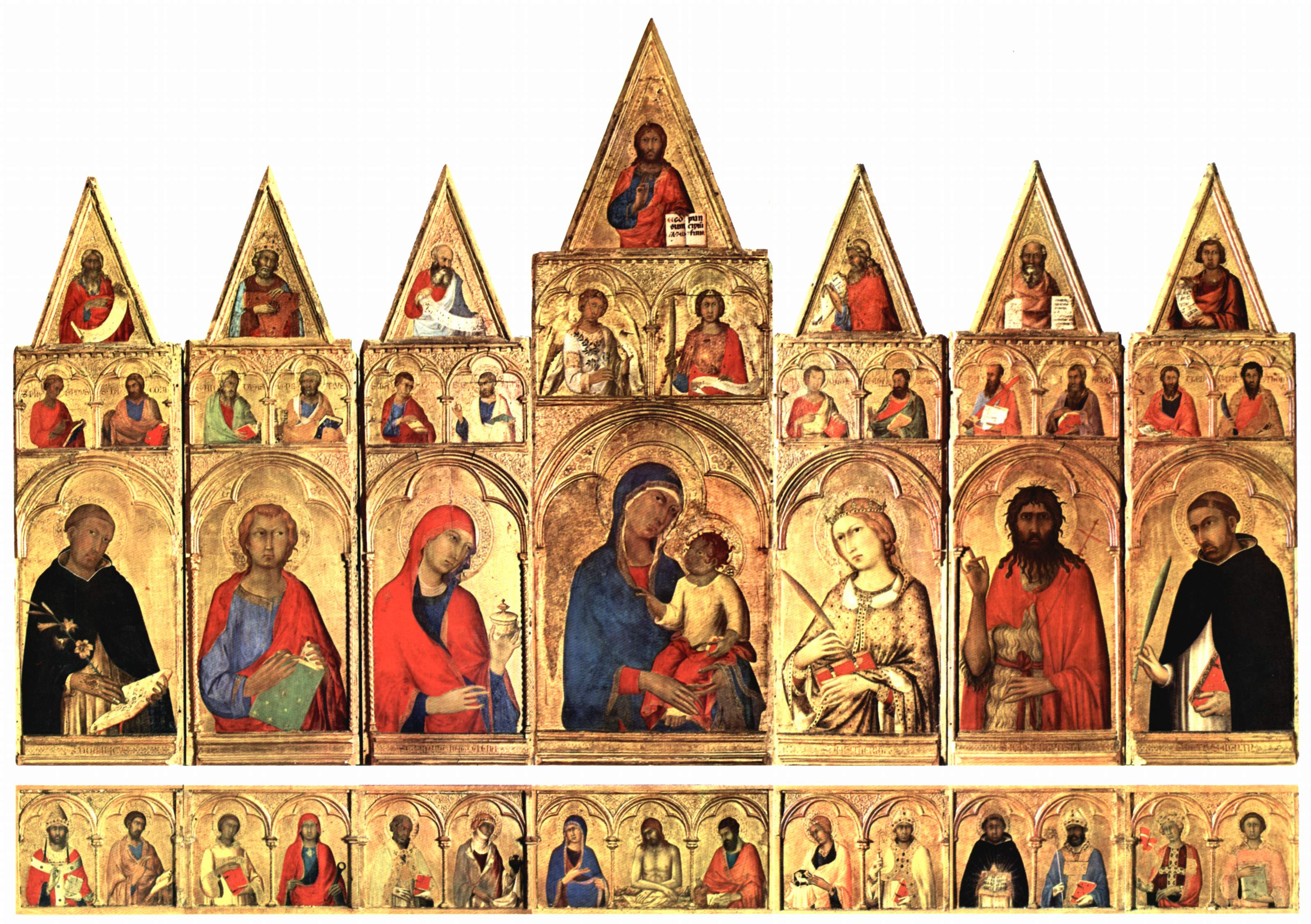
Simone Martini, Polittico di Santa Caterina d'Alessandria (1320) - al Museo nazionale di San Matteo

### Organo a canne

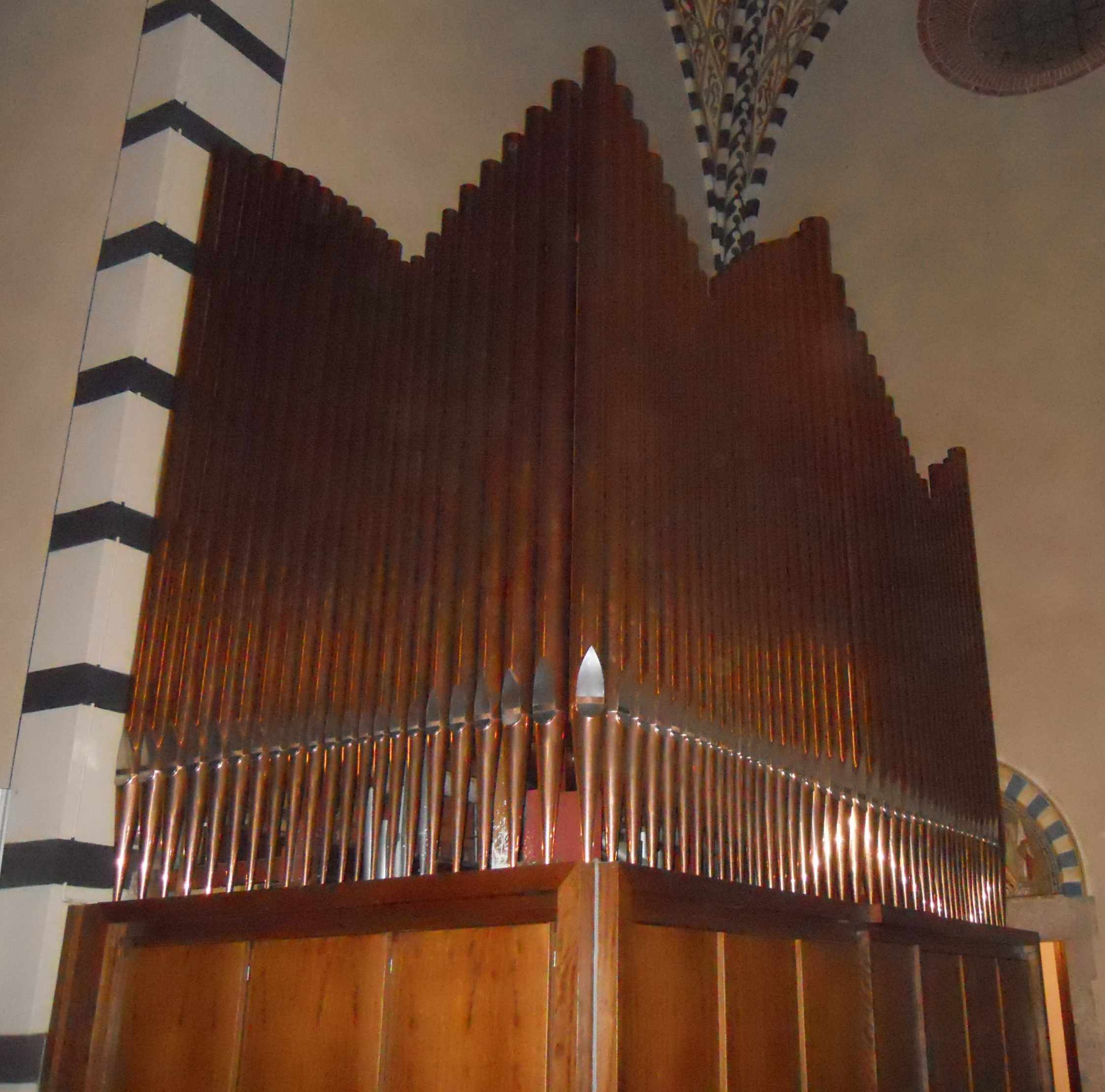
L'organo a canne

Nel braccio destro del transetto, costruito dalla ditta Balbiani nel 1911 per il duomo e trasferito nella sua attuale collocazione nel 1987 dalla ditta organaria genovese Fratelli Marin quando al suo posto, nella cattedrale, venne installato un nuovo strumento, e in tale occasione restaurato.
Lo strumento è a trasmissione elettronica e il suo materiale fonico è interamente racchiuso all'interno di un unico corpo collocato a pavimento, con semplice cassa lignea limitata al basamento; la mostra è composta da canne in rame disposte a palizzata con bocche a mitria allineate orizzontalmente in zinco, corrispondenti al registro Principale 16').
La consolle mobile indipendente è situata sul lato destro del presbiterio e dispone di due tastiere di 58 note ciascuna e di una pedaliera concavo-radiale di 30 note; i registri, le unioni e gli accoppiamenti sono azionati da placchette a bilico disposte su unica fila al di sopra del secondo manuale, con nomi incisi.
Disposizione Fonica: https://it.wikibooks.org/wiki/Disposizioni_foniche_di_organi_a_canne/Italia/Toscana/Provincia_di_Pisa/Pisa/Pisa_-_Chiesa_di_Santa_Caterina_d%27Alessandria
Gennai Loriano organista titolare dal 1987 al 2007. Gennai Giovanni, organista titolare dal 2013.